# Distributed-queue dual-bus
通信技術において、 distributed-queue dual-bus network (DQDB) とは、(a) 二重バスと分散待ち行列を用いて、 (b)  ローカルまたは都市規模ネットワークをサポートし、 (c) コネクションレスデータ転送、コネクション指向データ転送、音声通信などのアイソクロナス転送をサポートするマルチアクセスネットワークである。
IEEE 802.6 が DQDB アクセス方式を提供するネットワークの例として挙げられる。

## 運用の概念
DQDB の媒体アクセス制御 (MAC) アルゴリズムは一般的に Robert Newman が西オーストラリア大学において1980年代に提出した博士論文で開発したとされている。DQDB MAC アルゴリズムの革新的価値を評価するためには、当時の LAN プロトコルは IEEE 802.3 イーサネットのようにブロードキャストに基くか、IEEE 802.5 トークンリーング や FDDI のようにリングに基いていたという背景と対比する必要がある。DQDB は片方でもリング上両方向にデータを送れる二つのトークンリングと考えることができる。このことにより、LAN や Wi-Fi よりも破損箇所への到達が難しく、より修繕に時間のかかる Metropolitan Area Networks (MAN) において重要な、信頼性を向上することができる。
DQDB の標準化、IEEE 802.6 は ATM（ブロードバンド ISDN）が開発初期段階にあった時期に開発されたが、この二つの標準の間には強い結び付きがある。ATM セルと DQDB フレームは調和させてある。両者は本質的には 48 バイト長のデータフレームと 5 バイト長のヘッダに落ち着いた。DQDB アルゴリズムでは、分散待ち行列はヘッダを通じた待ち状態情報通信により実装されている。DQDB ネットワーク上の各ノードは、分散待ち行列内の位置を表現する状態変数と行列のサイズを現わす状態変数の二つを維持している。逆側のバスのヘッダを用いて、上流ノードが DQDB セルを不使用状態にするべきであることを知ることができるように、通信が行われる。このアルゴリズムの極度の単純さは特筆に値する。
現在、DQDB システムは多数の通信キャリアにより、最大 160 km の、都市全体をカバーする広さに DS3 ラインの速度（44.736 Mbit/s) を提供できるよう設置されている。光ファイバを用いて最大 100 km におよそ 150 Mbit/s を提供する実装も存在する。